# Sphodros rufipes
Sphodros rufipes (LATREILLE), 1829  è un ragno appartenente al genere Sphodros della famiglia Atypidae.
Il nome deriva dal greco σφοδρός, sphodròs, cioè forte, eccedente, poderoso, ad indicare l'abnorme grandezza dei cheliceri in proporzione alla lunghezza del corpo.
Il nome proprio è composto dal latino rufus, che significa rosso, rossastro e dal sostantivo latino pes, che significa zampa, piede, ad indicare il colore rosso vivo delle zampe di questa specie.

## Nomenclatura
L'esemplare studiato e descritto originariamente da Latreille, era indicato con le zampe rosso vivo, mentre pochi anni dopo Lucas, nel descrivere un esemplare che risultava inviato dal corrispondente del Museo di Storia Naturale di Parigi M. Milbert, indicò per le zampe il colore rosso vermiglio e manifestò dei dubbi che fosse la stessa specie di Latreille, designandola quindi come bicolor per distinguerla. Infine la descrizione effettuata a Filadelfia nel 1837 da Walckenaer con la designazione Sphodros milberti fa pensare quasi certamente che i nomi rufipes, milberti e bicolor si riferiscono ad un solo esemplare maschio inviato lì da Parigi prima del 1829 e analizzato e descritto da tutti e tre gli studiosi in tempi diversi

## Caratteristiche
Questa specie è il più grande atipide americano: ha caratteristiche più strettamente legate a S. atlanticus e a S. fitchi che non alle altre specie. Con queste due specie ha infatti in comune la bicolorazione delle zampe nei maschi: il rufipes se ne distingue appunto nell'avere il femore e i segmenti più distali delle zampe completamente di color rosso carminio e le femmine nell'avere i sigilla sternali larghi e ben distinti.

### Maschi
I maschi di questa specie hanno una lunghezza del corpo, compresi i cheliceri, di 14,5 millimetri; il cefalotorace, di forma ovale, 5,4 x 4,7 millimetri, è di colore bruno rossiccio abbastanza uniforme con molte piccole macchie giallastre; la pars cephalica è più scura, la pars thoracica ha una striatura nera ai margini. Lo sterno è di dimensioni 3,3 x 3,3 millimetri, il labium, invece, è 0,65 x 1,3. L'opistosoma è di forma ovale, 5,0 x 3,5 millimetri, rivestito di peli neri. Le filiere sono sei: le due anteriori laterali, le due mediane posteriori e le due posteriori laterali, solo queste ultime trisegmentate.
Nella seguente tabella vengono riportate le dimensioni delle filiere di Sphodros rufipes:

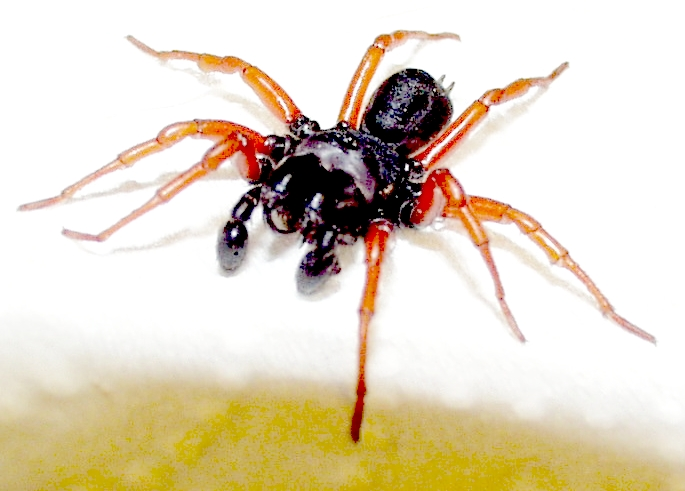
Sphodros rufipes, vista quasi frontale

| Filiere     | Maschio | Femmina |
| ----------- | ------- | ------- |
| ALS         | 0,55    | 0,90    |
| PMS         | 0,85    | 1,50    |
| PLS totale  | 2,25    | 5,10    |
| PLS basale  | 0,5     | 1,30    |
| PLS mediano | 0,75    | 1,30    |
| PLS apicale | 1,00    | 2,50    |

### Femmine
Le femmine di questa specie hanno una lunghezza del corpo, compresi i cheliceri, di 24 millimetri; il cefalotorace, di forma ovale, 9,5 x 8,3 millimetri, è di colore bruno-rossiccio scuro con sfumatura nerastra sui solchi e sulle depressioni; la pars cephalica è scura ai margini, la pars thoracica ha una cucitura marginale nera e strisce scure che scaturiscono dall'incavo del torace; i tubercoli oculari sono neri. Lo sterno è di dimensioni 5,3 x 5,3 millimetri, il labium, invece, è 1,5 x 2,5. I cheliceri sono lunghi il doppio che larghi, più spessi sulla base e ruvidi al vertice, e hanno undici denti dritti in fila sul margine anteriore. L'opistosoma è di forma ovale, 10 x 6,0 millimetri, rivestito di fini peli neri. Le filiere sono sei: le due anteriori laterali, le due mediane posteriori e le due posteriori laterali, solo queste ultime trisegmentate. Hanno l'epigino fornito di due tubi sottili di forma regolare.

## Comportamento
Come tutti i ragni del genere Sphodros, anche questa specie vive in un tubo setoso parallelo al terreno, per una ventina di centimetri circa seppellito e per altri 8 centimetri fuoriuscente. Il ragno resta in agguato sul fondo del tubo: quando una preda passa sulla parte esterna, le vibrazioni della tela setosa allertano il ragno che scatta e la trafigge, per poi rompere la sua stessa tela, portarsi la preda nella parte interna e cibarsene..

## Habitat
Predilige boschi umidi, palmeti e foreste temperate.

## Distribuzione
Sono stati rinvenuti in varie località degli Stati Uniti orientali e centrali: 
- Distretto di Columbia
- Florida: Contea di Duval, Contea di Gadsden, Contea di Jackson, Contea di Liberty e Contea di Madison
- Georgia: Contea di Fulton
- Illinois: Contea di Union
- Louisiana: Parrocchia di East Feliciana, Parrocchia di Evangeline, Parrocchia di Natchitoches e Parrocchia di West Feliciana
- Maryland: Contea di Dorchester, Contea di Montgomery, Contea di Prince George's
- Mississippi: Contea di Forrest e Contea di Hinds
- New York: Contea di Suffolk
- Carolina del Nord: Contea di Clay e Contea di New Hanover
- Rhode Island: Contea di Newport
- Tennessee: Contea di Davidson, Contea di Knox, Contea di Loudon e Contea di Robertson
- Texas: Contea di Liberty (Texas)
- Virginia: Contea di Fairfax[1].